# Heßloch
Heßloch est un quartier de la ville de Wiesbaden en Allemagne.